# 지금은 죽을 때가 아니다
지금은 죽을 때가 아니다는 한국에서 제작된 고영남 감독의 1969년 영화이다. 박노식 등이 주연으로 출연하였고 차태진 등이 제작에 참여하였다.

## 출연

### 주연
- 박노식
- 남정임
- 김정훈

## 제작진
- 조명: 이억만
- 미술: 노인택